# Сіріл Ноулс
Сіріл Ноулс (англ. Cyril Knowles, нар. 13 липня 1944, Фітцвільям — пом. 30 серпня 1991, Мідлсбро, Велика Британія) — англійський футболіст, захисник. По завершенні ігрової кар'єри — тренер.

## Клубна кар'єра
У дорослому футболі дебютував 1962 року виступами за команду клубу «Мідлсбро», в якій провів два сезони, взявши участь у 37 матчах чемпіонату.
1964 року перейшов до клубу «Тоттенгем Готспур», за який відіграв 12 сезонів. Більшість часу, проведеного у складі клубу, був основним гравцем захисту команди. Завершив професійну кар'єру футболіста виступами за команду «Тоттенгем Готспур» 1976 року.

## Виступи за збірну
1967 року дебютував в офіційних матчах у складі національної збірної Англії. Протягом кар'єри у національній команді, яка тривала усього 2 роки, провів у формі головної команди країни 4 матчі.
У складі збірної був учасником чемпіонату Європи 1968 року в Італії, на якому команда здобула бронзові нагороди.

## Кар'єра тренера
Розпочав тренерську кар'єру, повернувшись до футболу після невеликої перерви, 1983 року, очоливши тренерський штаб клубу «Дарлінгтон».
В подальшому очолював команду клубу «Торкі Юнайтед».
Останнім місцем тренерської роботи був клуб «Гартлпул Юнайтед», команду якого Сіріл Ноулс очолював як головний тренер до 1991 року.
Помер 30 серпня 1991 року на 48-му році життя у місті Мідлсбро, Велика Британія.

## Титули і досягнення
- Володар Кубка Англії (1):

«Тоттенгем Готспур»: 1966–67
- Володар Суперкубка Англії з футболу (1):

«Тоттенгем Готспур»: 1967
- Володар Кубка англійської ліги (2):

«Тоттенгем Готспур»: 1970–71, 1972–73
- Володар Кубка УЄФА (1):

«Тоттенгем Готспур»: 1971–72